# Citipati (budismo)

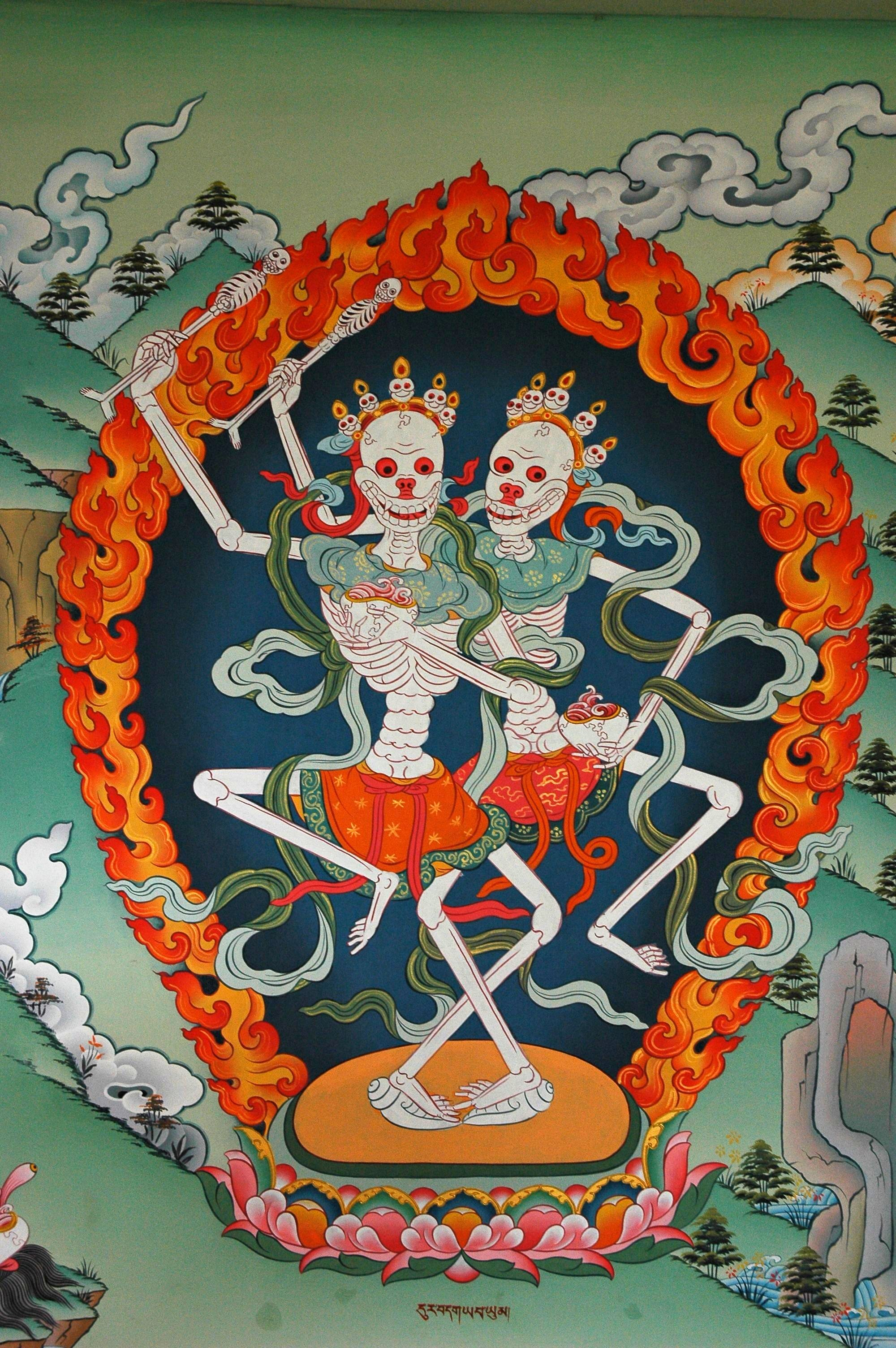
Citipati retratado como pintura num Mosteiro Gelugpa, Nepal.

Citipati (sânscrito: चितिपति ) ou Citti Patti é uma divindade protetora no Budismo Mahayana e Vajrayana. Eles são uma divindade que nos protege dos roubos. A divindade é formada por uma dupla de esqueletos, um masculino e outro feminino, ambos a dançar frenéticamente com seus membros entrelaçados dentro de um halo de chamas que representam mudança. Citipati é dito ser uma das setenta e cinco formas de Mahakala.

## Descrição
Era uma vez dois ascetas meditando perto de um cemitério, eles estavam em um estado tão profundo de meditação que não notaram um ladrão que vinha furtivamente em cima deles. O ladrão começou a cortar suas cabeças e as jogou no pó sem que os ascetas percebessem, o que causou a dupla alcançar a iluminação. Isso geralmente é simbolizado por um terceiro olho na testa. A dupla transformou-se em Citipati.
Enfurecido pelo ato, Citipati jurou vingança ao ladrão e são (ou é) os arqui-inimigos de ladrões e outros criminosos. No entanto, sendo esqueletos, Citipati não pode deixar os cemitérios e só pode ter em suas mãos os ladrões que passam por eles. Enquanto espera pela passagem de criminosos, Citipati passa seu tempo dançando e soprando chifres sonoros, um ritual realizado por monges tibetanos duas vezes por ano. A dança também serve como um símbolo de morte e renascimento. Citipati consiste em ambas as possibilidades do corpo humano, masculino e feminino . Sua forma esquelética é um lembrete da impermanência da vida e da mudança eterna.
Ladrões em países budistas costumam ficar longe de cemitérios por medo do Citipati que mora lá. Portanto, Citipati é um protetor de cemitérios, muitas vezes intitulado Senhor do Cemitério.